# Långtjärnen (Sorsele socken, Lappland, 726784-158120)
Långtjärnen är en sjö i Sorsele kommun i Lappland och ingår i Umeälvens huvudavrinningsområde. Sjön har en area på 0,0826 kvadratkilometer och ligger 354 meter över havet.

## Delavrinningsområde
Långtjärnen ingår i det delavrinningsområde (726931-158169) som SMHI kallar för Mynnar i Vindelälvens vattendragsyta. Medelhöjden är 382 meter över havet och ytan är 24,65 kvadratkilometer. Det finns inga avrinningsområden uppströms utan avrinningsområdet är högsta punkten. Vattendraget som avvattnar avrinningsområdet har biflödesordning 3, vilket innebär att vattnet flödar genom totalt 3 vattendrag innan det når havet efter 316 kilometer. Avrinningsområdet består mestadels av skog (64 procent) och sankmarker (20 procent). Avrinningsområdet har 0,03 kvadratkilometer vattenytor vilket ger det en sjöprocent på 0,1 procent. Bebyggelsen i området täcker en yta av 0,22 kvadratkilometer eller 1 procent av avrinningsområdet.